# Сидорова Тетяна Олександрівна
Сидорова Тетяна Олександрівна (рос. Сидорова Татьяна Александровна; нар. 25 липня 1936, Челябінськ) — радянська ковзанярка, призер Олімпійських ігор.

## Спортивна кар'єра
Тетяна Сидорова була ковзаняркою, що спеціалізувалася на спринтерських дистанціях.
На Олімпійських іграх 1964 на дистанції 500 м Сидорова зуміла вибороти бронзову нагороду. На Олімпійських іграх 1968 на тій же дистанції вона була 9-ю.
Брала участь в першому чемпіонаті світу з ковзанярського спорту в спринтерському багатоборстві 1970, де зайняла 12-те місце.
За час спортивної кар'єри встановила три світових рекорди.
| забіг | дата          | час   | місце |
| ----- | ------------- | ----- | ----- |
| 500 м | 1968          |       | Давос |
| 500 м | 9 січня 1970  | 43,29 | Медео |
| 500 м | 17 січня 1970 | 43,22 | Медео |